# 越の三梅
越の三梅（こしのさんばい）は新潟県の三大銘酒のこと。または「越後三梅」および「越後の三梅」と言われている。
- 越乃寒梅（こしのかんばい）- 石本酒造（新潟市江南区）
- 雪中梅（せっちゅうばい） - 丸山酒造場（上越市三和区）
- 峰乃白梅（みねのはくばい） - 峰乃白梅酒造（新潟市西蒲区）

の三つを言う。